# Jamník
Jamník es un municipio del distrito de Spišská Nová Ves en la región de Košice, Eslovaquia, con una población estimada a final del año 2024 de 1202 habitantes.
Se encuentra ubicado al noroeste de la región, en la sierra del Alto Tatra y la cuenca hidrográfica del río Hernád, y cerca de la frontera con la región de Prešov.

## Demografía
| Año        | 1994 | 2004    | 2014     | 2024    |
| ---------- | ---- | ------- | -------- | ------- |
| Población  | 1049 | 1061    | 1171     | 1202    |
| Diferencia |      | +1,14 % | +10,36 % | +2,64 % |

| Año        | 2023 | 2024    |
| ---------- | ---- | ------- |
| Población  | 1192 | 1202    |
| Diferencia |      | +0,83 % |